# Beat Seitz
Beat Seitz (28 de octubre de 1973) es un deportista suizo que compitió en bobsleigh en la modalidad cuádruple. 
Participó en los Juegos Olímpicos de Nagano 1998, obteniendo una medalla de plata en la prueba cuádruple (junto con Marcel Rohner, Markus Nüssli y Markus Wasser). Ganó una medalla de oro en el Campeonato Europeo de Bobsleigh de 1997.

## Palmarés internacional
| Juegos Olímpicos   | Juegos Olímpicos     | Juegos Olímpicos | Juegos Olímpicos |
| Año                | Lugar                | Medalla          | Prueba           |
| ------------------ | -------------------- | ---------------- | ---------------- |
| 1998               | Nagano (Japón)       | Medalla de plata | Cuádruple        |
| Campeonato Europeo |                      |                  |                  |
| Año                | Lugar                | Medalla          | Prueba           |
| 1997               | Königssee (Alemania) | Medalla de oro   | Cuádruple        |